# Karbe-Wagner-Archiv
Das Karbe-Wagner-Archiv (KWA) ist eine heimatkundliche Sammlung in Neustrelitz, die eine Präsenzbibliothek mit einigen ergänzenden Materialsammlungen und einzelnen Nachlässen darstellt. Sammlungsschwerpunkte sind die Stadtgeschichte von Neustrelitz sowie die Regionalgeschichte von Mecklenburg-Strelitz.

## Geschichte

### Gründung
Das Karbe-Wagner-Archiv wurde am 6. Dezember 1956 durch die Neustrelitzer Buchhändlerin und Heimatforscherin Annalise Wagner (1903–1986) als Privatarchiv gegründet. Grundstock bildeten der ihr zugefallene Nachlass des Neustrelitzer Heimatforschers und Konservators Walter Karbe (1877–1956) und eigene Sammlungen. Motivation der Gründerin war es, die heimatkundlichen Sammlungen als „Gedächtnis der Region“ zu bewahren und öffentlich nutzbar zu machen. Zugleich verband sie damit die Illusion, den Verlust verschiedener historisch gewachsener Landeseinrichtungen, etwa des Neustrelitzer Hauptarchivs (1934 nach Schwerin verlegt und heute Teilbestand im Landeshauptarchiv Schwerin) und der Mecklenburg-Strelitzschen Landesbücherei (1950 aufgelöst, Bestände verteilt) kompensieren zu können, was naturgemäß misslingen musste. 1965 erreichte die Gründerin dennoch eine staatliche Anerkennung ihres Privatarchivs und kam fortan in den Genuss einer bescheidenen Unterstützung.
Im Januar 1965 wurde diese heimatliche Forschungs- und Sammlungseinrichtung mit Unterstützung des Rates des Bezirkes Neubrandenburg, Abteilung Kultur, und des Bezirksmuseums in Waren hauptamtlich mit einer Planstelle für die Gründerin des Archivs, Annalise Wagner, bewidmet. Das Karbe-Wagner-Archiv in Neustrelitz wurde eine Außenstelle des Bezirksmuseums in Waren. 1973 verschenkte Annalise Wagner das Archiv an ihre Heimatstadt Neustrelitz. Von 1979 bis 1987 war das Karbe-Wagner-Archiv als Außenstelle dem Historischen Bezirksmuseum Neubrandenburg angegliedert. Seit 1988 ist die Stadt Neustrelitz Träger der Einrichtung.
Das Archiv musste 2010 seine angestammten Räume in der Neustrelitzer Schlossstraße aufgeben und zog übergangsweise in Räume der örtlichen Stadtbibliothek um, wo es als eigenständige Einrichtung kaum noch wahrnehmbar war.
Seit dem 3. Oktober 2015 ist das Karbe-Wagner-Archiv im neuen Kulturquartier Mecklenburg-Strelitz in der Alten Post in Neustrelitz zugänglich.

## Funktion und Außenwirkung

### In der DDR
In den 1970er und frühen 1980er Jahren erreichte das Archiv einen Höhepunkt seiner Öffentlichkeitswirksamkeit, wozu wesentlich die unermüdliche publizistische Tätigkeit von Annalise Wagner und ihre engen Kontakte zur Altschülerschaft des Neustrelitzer Gymnasiums Carolinum beitrugen, die sich am 28./29. September 1956 in Marburg an der Lahn neu gegründet hatte und von Oberstudiendirektor a. D. Gustav Heinrich Piehler eine eigene Zeitschrift herausgeben ließ. Annalise Wagner startete in dieser Zeit mit einer eigenen „Schriftenreihe des Karbe-Wagner-Archivs“ zu heimatkundlichen Themen (19 Hefte, 1966–1987, seither als Schriftenreihe des Regionalmuseums Neubrandenburg fortgesetzt) und gab zusätzlich einzelne Jahresgaben heraus. Bis an ihr Lebensende kämpfte die Gründerin damit gegen die offizielle Geschichtsbetrachtung der DDR, in der bis etwa Mitte der 1980er Jahre heimatkundliche Themen kaum Raum hatten.

### Nach der Wende
Mit der Wende 1989/90 partizipierte das Archiv an der zeitweiligen Wiederbelebung der örtlichen und begrenzt regionalen Heimatbewegung. Ein Förderverein gründete sich (inzwischen wieder aufgelöst), der von 1996 bis 2006 als Jahrbuch einen „Mecklenburg-Strelitzer Kalender“ herausbrachte. Insgesamt gelang es aber nicht, der inzwischen kaum noch existenten südostmecklenburgischen Heimatbewegung grundlegend neue Impulse zu verleihen.

## Bestand
- umfangreiche Präsenzbibliothek zu regionalgeschichtlichen Themen, zur Stadtgeschichte von Neustrelitz und Werke einheimischer Autoren
- Autographenabteilung mit hand- und maschinenschriftlichen Aufzeichnungen, insbesondere von Walter Karbe, Annalise Wagner und weiteren regionalen Heimatforschern
- Periodika und Zeitungen, darunter verschiedene Unikate („Blätter für freies Volksthum“)
- einzelne Archivalien und Nachlässe von regionalen Persönlichkeiten

## Katalog
- Annalise Wagner [Bearb.]: Kurze Bestandsübersicht des Karbe-Wagner-Archivs. Neustrelitz, 1973. 12 S.
- Heinz Gittig [Bearb.]: Mecklenburgische und pommersche Zeitungen und Wochenblätter. Katalog der Bestände vom 17. Jahrhundert bis zur Gegenwart. Berlin, 1994. [Enthält auch Bestandsangaben des KWA]

Der Sammlungsbestand des KWA ist heute durch einen Online-Katalog erschlossen.

## Schriftenreihen
- Schriftenreihe des Karbe-Wagner-Archivs (19 Hefte, 1966–1987, seither als Schriftenreihe des Regionalmuseums Neubrandenburg fortgesetzt)
- Mecklenburg-Strelitzscher Kalender. Jahrbuch. Hrsg.: Förderverein des Karbe-Wagner-Archivs (11 Jahrgänge, 1996–2006. Erscheinen eingestellt.)
- Neue Schriftenreihe des Karbe-Wagner-Archivs Neustrelitz (7 Bände, 2003–2009. Erscheinen eingestellt.)